# しろくまカフェ
『しろくまカフェ』（Shirokuma Cafe）は、ヒガアロハによる日本の漫画作品、およびそれを原作としたテレビアニメ。

## 概要
2006年に第22回コミックオーディション銀の花賞を受賞した、ヒガのデビュー作。『月刊フラワーズ』（小学館）において2013年5月号まで連載された。増刊号の『凛花』では『しろくまカフェ エスプレッソ』として連載されていた。
2014年7月28日発売の『Cocohana』（集英社）9月号より、続編『しろくまカフェ today's special』が連載されている。これについても本項で扱う。
カフェを営むしろくまと常連客のパンダや動物達、それを取り巻く人々が繰り広げるほのぼの系ギャグ漫画。
動物たちはごく自然に人間社会に溶け込み、種族の隔てなく会話が出来る。そんな世界観とは裏腹に、彼らの外見はデフォルメがされておらず、大きさや好物も現実の動物に準じている。
しかし、生態を無視した動物園での展示勤務設定や行動、本来食べるはずがない食物を食べるなどのシーンがある。
2011年7月16日 - 8月31日の期間に、大阪・心斎橋のホテル日航大阪にて特別展を開催。また、前述の特別展に先駆けて7月1日より、同ホテル内にあるカフェレストランで、作中に登場するカフェが再現された。
2012年4月5日から2013年3月28日までテレビアニメが放送された。だが2012年5月12日、ヒガがTwitterにてアニメ化に意見出来ない状況に対する不満の意と原作の無期限休載を発表した。後にヒガは原作者と制作側との間で正式な契約のないまま企画がスタートしていたこと、知的財産管理の専門家作成による文書を送達してやっと開かれた話し合いの場において編集部側が全面的に非を認め謝罪をしたこと、アニメ制作会社との間に入っていた編集がヒガの確認なしに進めていたことを明らかにした。同年7月28日、Twitterにて9月号からの連載再開が報告された。

## 登場キャラクター

### メインキャラクター
シロクマくん
声 - 櫻井孝宏
「しろくまカフェ」のマスターで主人公。
性格と口調がおっとりとしており、マイペースな性格。ダジャレが大好き。非常に器用で、たいていのことはやりこなしてしまう。
当人が語るところによれば、カナダのハドソン湾で三つ子の末っ子として生まれ、生後すぐに家族とはぐれてしまい、漂流した末に食堂を営む人間の夫妻に育てられたというが、それが真実であるとするとグリズリーと幼馴染であることの整合性が取れない。また「建設会社を脱サラして開業した」とも語っているが、真偽は定かでない。
好物はアザラシだが、セイウチやクジラも食べるらしい。謎のラッパー「MC469MA」として活躍していた過去がある。
漫画版
台詞にふきだしが設けられていない。
パンダくん
声 - 福山潤
「しろくまカフェ」の常連客。
カフェの隣の「大熊猫」邸宅に住んでいる。カフェではいつもコーヒーと竹大盛りを注文する。ただしアニメでは笹大盛りである。
好きなものは竹と昼寝。パンダグッズを集めるのが趣味。
シロクマ以上にマイペースな性格で、家でもダラダラと過ごしている怠け者。言動や行動も幼く、思ったことをすぐに口にしてしまう。ナルシストな面もあり、人間に歓声を上げられたり褒められると非常に喜ぶが、リンリンのことは鬱陶しく思っている。マッチョマンな体型やグリズリーのワイルドでつっぱりなタイプに憧れている。
家での怠惰ぶりを見かねた母親からの注意がきっかけで、動物園のパンダ館でバイトをしている。週２回勤務であるにも関わらず面倒臭がり、勤務中にうたた寝したり、コタツを持ち込んでダラダラしたり、シロクマに頼んでバイトを代わってもらったりしている。先輩である常勤パンダさんを父親のように慕い甘えていたが、彼がシンガポールに転勤した際は非常に悲しんでいた。その後、パートパンダさん採用までの穴埋めとして毎日出勤するという男気を見せた。
一度、高級自動車会社でディーラーのバイトを始め、その後証券会社社員→新入社員セミナー講師→CEO（経営最高責任者)まで出世したことがある。
シロクマやグリズリーが中学生の時に小学生だった描写がある。
漫画版
　朝の日課は太極拳の修行。

ペンギンさん
声 - 神谷浩史
「しろくまカフェ」の常連客のコウテイペンギン。カフェではカフェモカを好んで飲んでいる。
シロクマやパンダと比べると常識人で、ツッコミを入れる役回り。繊細で真面目な性格だが、そそっかしくお節介焼きな一面もある。バイトを面倒がるパンダを叱咤しているが、ペンギン自身の職業は不明。
パン屋に勤めているペン子に惚れていて、足繁くパン屋に通っている。ペン子とのデートのために自動車免許を取得したが、肝心の告白までにかなり時間がかかった。勇気を出してラブレターを毎日渡し、念願のデートにこぎつけるが、1羽だと思っていたペン子が実は7羽でシフトを組んで働いていたことが判明。その後、7羽全員と交際を始めるが、名前と顔が覚えられず会う度にそのことを責められる上、最終的に彼女達に対するいい加減な言動と配慮のない行動が原因で振られる。
落語や腹話術など色々な特技を持っており、趣味である絵の個展も開いている。
「南極戦隊ペンギンジャー」では悪の皇帝ペンギン役で出演している。
漫画版
不動産経営者であり、半田が入居しているアパート「エンペラーハイツ」の大家。また、カワウソとコアリクイがアルバイトしているコンビニエンスストア「KouteiMart」の店長として働いている。キングペンギンとは、同じアプテノディテス属にもかかわらず犬猿の仲。

笹子（ささこ）さん
声 - 遠藤綾
「しろくまカフェ」のアルバイト店員。
ナマケモノをしろくまカフェまで運んだ際にシロクマから気に入られ、成り行きで働くことになった。
明るくしっかり者だが、少し天然ボケな一面がある。そのため時々とんでもないミスをしたり、ペンギンらと会話が噛み合わないことがある。人の言動の裏を察するのが苦手で社交辞令を言わないタイプでもある。女性として身長が高め（半田よりも5cm以上高い）。
実はラマと小学校が同じで、ラマがよく通っていた銭湯の裏の家に住んでいた。小学校２年生の夏に風力発電機を見るために隣町まで行って迷子になったことがある。
漫画版
「いちご味!」編から登場。「メロン味!」編で半田から告白され、付き合うことになった。

### サブキャラクター
グリズリーさん
声 - 中村悠一
シロクマの幼馴染み。バー「BAR THE GRIZZLY」のマスター。
シロクマとは対照的に短気で粗野な性格だが、お人好しで真面目なためシロクマに振り回されることも多い。何でも手早くきっちりとこなすため、ペンギンからは「暴力的かつ丁寧な仕事ぶり」と評されている。
鮭や蜂蜜、蜂の子が好物。愛車は三菱・パジェロ（3代目）。大きな一軒家に住んでおり、母親が海外にいるため実質は一人暮らし。
冬はバーをカワウソに任せて冬眠しているが、シロクマに度々起こされ呼び出されており、本人は「もう慣れた」と語っている。
幼少期は「アラスカの王者」を自称し、他の動物たちに怖がられて友達もできなかったが、シロクマと出会い仲良くなる。中学生の時に月子（ツキノワグマの女子）に初めての恋をするが、結局想いは伝えられないまま別れた。
ハーレーで北米を縦断したことがある。
漫画版
原作での愛車はハマー・H2。母親と同居している模様で、母親の前では言葉遣いも柔らかい。
半田（はんだ）さん
声 - 羽多野渉
動物園のパンダ飼育員。
真面目で優しい性格なため、お年寄りと子供と動物には人気がある。背が低く太めの体格で細い目が特徴。パンダのような体型からメイメイに好かれており、園内のパンダの人気投票で、人間なのに常勤パンダを抜いて3位になったことがある。
趣味は石集めとビニール袋を畳むことで、好物は卵焼きの切れ端部分。お人好し過ぎてパンダ達に説教や注意をしている時、逆に言い包められてしまうのが欠点。また、イベント好きなシロクマに度々呼び出され、野球の審判やカフェの大掃除を手伝っている。普段から動物用のエサを刻んだりしているため、料理の手際も良い。休日に部屋を掃除をするのが好き。
しろくまカフェで出会った笹子のことを好きになる。
漫画版
「メロン味!」編にて、勢いで笹子に告白し、付き合うことになった。それ以来、パンダの祖父から大極拳を習ったりして自分を磨いている。
ペンギンが大家をしている「エンペラーハイツ」に住んでいる。

パンダママ
声 - 森川智之
パンダの母親で専業主婦。
おっとりした性格で滅多に態度を荒らげないが、怒ると掃除機で吸うことでお仕置きをする。ガーデニングが趣味で、アイドルグループ「ヤマアラシ」のファン。
キングペンギンやエゾリスママとは友達で、一緒にケーキバイキングやヤマアラシのコンサートなどにも行ったりしている。
息子が怠惰なことが悩みで、育て方を間違えたのではないかと心配し、動物園のアルバイトを勧める。
「セレブマダム」と呼ばれることがある。

常勤パンダさん
声 - 小西克幸
パンダと同じ動物園で週7日も働いている妻子持ちのパンダ。基本的に法事や子供の授業参観などでしか休まない。
パンダよりも身体が大きめで家庭を背負った中年男性そのままの言動や行動が特徴。そのため、人気アイドルの情報など流行に疎い面がある。
テレビアニメ版
当初、子供は2人だったが、後に3人目が産まれた。
趣味はプラモデル。中国に実家がある。営業中にも関わらず、スポーツ新聞を読んだりティッシュ詰めの内職をすることがある。また、パンダくんの悪ふざけに便乗することが多い。物語後半でシンガポールの動物園に転勤した。
ラマさん
声 - 小野大輔
パンダ同様、動物園でアルバイトをしており仕事帰りに「しろくまカフェ」へよく行く。
礼儀正しくマイペースな性格で、悩みは動物園であまり注目されないこと（現にラマコーナーに立ち止まらず素通りする客が多いらしい）。草が好物。趣味は盆栽で食べることで形を整えている。家は和風の一軒家。
「しろくまカフェ today's special」からゴルフ場でキャディのアルバイトを始めた。以前はマチュピチュで荷物を運ぶ仕事をしていた。
テレビアニメ版
ペン子達の見分けが付く等観察力が高い。笹子よりも年下で、過去に同じ町に住んでいた。
グリズリーとの初対面では驚いて卒倒するが、その後、グリズリーバーに行こうとしたくらい親しくなった（初来店の時、オオカミたちをみてビビり引き上げるが、次第に狼たちとも慣れて会話できるようになった）。
ペンギンジャーに憧れ、ラマレンジャーというのはどうかとテレビ局に提案したが、「草食戦隊ラマレンジャー」という台詞を何度も噛んでしまい、没となったことがある。
ナマケモノさん
声 - 谷山紀章
「しろくまカフェ」の庭に住まわせてもらっている。以前はカフェから2キロ程離れた小さな公園に住んでいた。
言動が非常にゆっくりしている。「しろくまカフェ today's special」で趣味で書いていたエッセイ本「大人になったら苔が生えた」を電子書籍で自費出版したらベストセラーとなり、エッセイストとなった。著者名は「ミツユビ・ナマケモノ」でペンネームか本名かは不明。
テレビアニメ版
パンダがシロクマの紹介で弟子入りしたが、そのナマケぶりはパンダも付いていけないほどで、「ナマケのプロ」と評された。密林大学を大学院の博士課程を修了して卒業したという高学歴の持ち主。
笹子にお礼のプレゼントするため、シロクマが特別採用したことでしろくまカフェに入社するが、笹子は「あなたのおかげで充実した生活を送っていて、お礼はいらない」と言われ、短期就労に終わった。
酔うと早口になる。
アナグマ
声 - 宮田幸季
「しろくまカフェ」のアルバイトの面接に来たが、ホール係とホール（穴）を間違えていたため不合格になる。部屋の床がフローリングで穴を掘れないのが悩み。
ゾウガメ
声 - 近藤孝行
「しろくまカフェ」のアルバイトの面接に来たが、動作が遅すぎるため落とされる。砂付きの高級マンションに住んでいる。
テレビアニメ版
趣味がカメラであり、趣味が同じペン子（7羽の内の誰か）とは友達。動物園に勤めている。
マンドリル
声 - 伊藤陽佑
動物園でアルバイトをしている。
「しろくまカフェ」のアルバイトの面接に来たが、「食べることが特技」と答えたため不合格になる。話す時に極度に顔を近づける癖がある。
コアリクイ
声 - 藤原祐規
「しろくまカフェ」のアルバイトの面接に来たが、威嚇しかできないため落とされる。
「しろくまカフェ today's special」では、ペンギンが経営するコンビニでアルバイトしている。
コアラ
声 - 近藤孝行
動物園の人気者。
テレビアニメ版
「しろくまカフェ」では最近ユーカリに飽きてきたことを話している。
ラッコ
声 - 宮田幸季
動物園の人気者。
テレビアニメ版
「しろくまカフェ」では「貝を腹の上で叩き割ることは厳しい仕事だ」と話している。
バク
声 - 伊藤陽佑
動物園に勤めている。
テレビアニメ版
「しろくまカフェ」ではバクは夢を食べる動物だと思われていることに、「ハードル上げ過ぎ」と話している。
ペン子
声 - 矢作紗友里
アニメオリジナルキャラクター。ペンギンが恋をした女性のペンギン。
パン屋でほぼ毎日働いていると思われていたが、1羽だと思っていたペン子は7羽おり、シフトを組んで働いていた。
名前は、ペン子、ペン美、ペン奈、ペン花、ペンニュエル、ペン乃、ペンジョリーナ。
7羽の内の誰かの趣味がカメラでゾウガメと友達である。
全員がペンギンにデートに誘われたため鉢合わせしてしまい、７股した上に７羽の見分けがつかないペンギンに怒る。当初はペンギンの恋人に選んでもらいたがっていたが、パンダに「ペンギンさんのどこが好きなのか」と聞かれて答えられず、ペンギン自身の行動も相まって、7羽全員がペンギンを振った。
全員顔が同じで区別がつきにくいが、ラマは気付いており彼により特徴が述べられている。
ペン子はすらっとしている。
ペン美は羽に癖がある。
ペン奈は少しボーイッシュ。
ペン花はコケティッシュ。
ペンニュエルは一番の色気。
ペン乃は和風美人。
ペンジョリーナは嘴がふっくらしている。
最終回では、彼女らの妹が登場した。
名前は、ペン恵、ペン音、ペン穂、ペン代、ペン結、ペントリーヌ、ペントリシア。
クロカイマン
声 - 谷山紀章
「BAR THE GRIZZLY」の客。
初めて来たパンダを「旨そう」と言った為にグリズリーに怒られる。
テレビアニメ版
ライオンやトラ、オオカミ達と共にグリズリーの草野球チーム「ワイルドアニマルズ」の一員でもある。
桐野（きりの）
声 - 近藤孝行
半田の後輩である飼育員。イケメンで優しい性格の持ち主。キリン舎などを担当している。
半田がパンダ達に言い包められている時に彼を嗜めたり、ツッコミを入れる場面が多い。
テレビアニメ版
パンダのお願いで半田の為に合コンをセッティングしてくれたりしてくれる。
リンリン
声 - 川島得愛
「いちご味!」編から登場。動物園前で花屋「フローリストRINRIN」を営むイケメン。本名は林厘太郎（はやし りんたろう）。
パンダのことが大好きでいつもご機嫌を取ろうと奮闘しているが、熱烈すぎてパンダ本人からは苦手とされている。中身が中年男性な常勤パンダは可愛いと感じないために関心がない。
テレビアニメ版
第4話に初登場。
パンダくんの通勤路にリンリンの花屋がある。
メイメイとは好きなものを追いかけるもの同士で仲が良い。
レッサーパンダ
声 - 矢島晶子
「いちご味!」編から登場。他のカフェでウェイターの仕事をしている。真面目で礼儀正しく、何事もテキパキこなす。
テレビアニメ版
パンダの遠縁である。野球大会ではいいポジションをパンダに譲ったことがある。
シロクマたち仲間と一緒に何かやることが好きで、グリズリーやペンギンに誘われてシロクマにダジャレ返しをして、シロクマを困惑させたことがあった。また、シロクマと連絡をとりあってパンダママに笹子の気持ちを聞き出させようとした。
カンガルー
声 - 川田紳司、藤原祐規
「しろくまカフェ」の菜園スタッフ。原作では1頭のみ。
テレビアニメ版
数頭が働いている。
キングペンギン
声 - 檜山修之
コウテイペンギンとよく喧嘩をしているおばさんペンギン。子ども同士は仲良し。パンダママの友達でもある。
やや短気な性格で口よりも手が先に出るタイプであり、怒るとクチバシで突付いたりする。
コウテイペンギン ヒナ
声 - 野中藍
ペンギンの甥っ子。
キング ヒナと電車ごっこをして遊んでいることが多い。
キングペンギン ヒナ
声 - 竹内順子
キングペンギンの息子。
寡黙で大人しい性格だが、外見から子供に怖がられる。
アデリーペンギン、アゴヒモペンギン、ジェンツーペンギン
声 - 小西克幸（アデリーペンギン） / 杉田智和（アゴヒモペンギン） / 平川大輔（ジェンツーペンギン）
「いちご味!」編から登場。アデリーペンギン属（ピゴセリス属）のペンギン。
ペンギンカードを販売しており、アデリーペンギンが営業、アゴヒモペンギンが経理、ジェンツーペンギンが総務を務めている。
売れ行きは芳しくなく、しろくまカフェで会議を行い途方にくれるという姿がしばしば見られた。後に動物園で「南極戦隊ペンギンジャー」という戦隊ショーを行い人気を集めることとなる。
キノボリカンガルー（「マンゴー味!」編〜）
声 - 古川登志夫
「しろくまカフェ」の庭園内で「キノボリコーヒー」を経営している焙煎士。
焙煎の腕前は高くシロクマには「達人」と呼ばれている。ジャクーコーヒーが好物。
エゾリスたち
声 - 宮田幸季（エゾリスママ） / 中嶋ヒロ / 中嶋アキ
「マンゴー味!」編から登場。「キノボリコーヒー」のパートで、4匹で焙煎前のコーヒー豆の選別などをしている。
マサキにコーヒー豆について教えるなど面倒見は良いが、こき使うこともしばしば。礼儀作法に厳しく、マサキに豆を投げつけて制裁することもある。
テレビアニメ版ではシロクマにそれぞれ「エゾリスママ」、「エゾリス母（はは）」、「エゾリス母ちゃん」、「エゾリスおかん」と呼ばれていた。
マサキ
声 - 下野紘
「いちご味!」編から登場。パンダとシロクマの勧めで飲んだ「キノボリコーヒー」のコーヒーに感銘して、焙煎士になるべくキノボリカンガルーに弟子入りした青年。今風の若者だが、素直で飲み込みも早い。
コーヒーの入れ方など、よくシロクマに伝授してもらっている。元々甘党でパフェを食べに「しろくまカフェ」に来ていた。現在もパフェは好き。
メイメイ
声 - 花澤香菜
パンダの妹。両耳にシュシュをつけている。
体型を気にしている兄と違ってパンダらしい価値観の持ち主なため、自分達に似た体型の半田のことが好き。半田を崇拝するあまり、やや美化して捉える傾向がある。兄の事をフリーターではなく、ニートだと思っている。
ディディ
「しろくまカフェ today's special」から登場。パンダの弟。ペンギンのヒナ達と友達である。
パンダリュックを着用している事が多い。
グリズリーママ
声 - 井上喜久子
グリズリーの母親。優しくおっとりした性格だが、グリズリー曰く「怒ると非常に怖い」らしい。
グリズリーと同居している。
テレビアニメ版
海外に移住しており、第49話で一時帰国した。グリズリーのことを「グリちゃん」と呼ぶ。
カラスダ
「しろくまカフェ today's special」から登場。ぬばたま出版の社員でエッセイストになったナマケモノの担当編集。
カンムリワシ
声 - 陶山章央
テレビアニメ版オリジナルキャラクター。
シロクマの知り合い。空を飛びたがっていたペンギンの手伝いをする。
カワウソ
声 - 杉田智和
「BAR THE GRIZZLY」の客。
一度かき氷の白くまを食べたと言ってグリズリーに「シロクマが食べられた」と勘違いさせた事がある。
テレビアニメ版
グリズリーが冬篭りしている間、マスターの代行を務めている。
トラ
声 - 谷山紀章
「BAR THE GRIZZLY」の客で、謎のラッパー「MC469MA」のファン。
オオカミ、ライオンとは昔なじみ。
実家の和菓子店を継いだ和菓子職人。しろく饅頭・くろく饅頭及び肉球ねりきりを売って儲けている。
妻子持ちで6人目の子供がもうすぐ産まれるらしい。
オオカミ
声 - 杉田智和
「BAR THE GRIZZLY」の客で、謎のラッパー「MC469MA」のファン。
トラ、ライオンとは昔なじみ。猛獣だがパン職人をしており、職人として優れた才能を持っている。
テレビアニメ版
繊細な性格で、しばしばトラに悩みを聞いてもらっている。
ライオン
声 - 井上和彦
「BAR THE GRIZZLY」の客で、謎のラッパー「MC469MA」のファン。
商社マンであり、海外を飛び回っている。トラ、オオカミとは昔なじみ。
テレビアニメ版
「しろくまカフェ」で相席になった老婦人と打ち解けていた。
ヤマアラシ
声 - 宮野真守（タテガミヤマアラシ） / 近藤孝行（カナダヤマアラシ） / 伊藤陽佑（オマキヤマアラシ）/ 藤原祐規（フサオヤマアラシ）
女の子に大人気のアイドルグループ。メンバーはタテガミヤマアラシ、カナダヤマアラシ、マレーヤマアラシ、フサオヤマアラシ、オマキヤマアラシの5人（匹）。
ヤギ
声 - 平川大輔
テレビアニメ版オリジナルキャラクター。
動物だけの運動会の参加メンバー。
ゴリラ
声  - 稲田徹
テレビアニメ版オリジナルキャラクター。
野球大会ではパンダくんのファインプレーに困惑する。「ワイルドアニマルズ」の一員。
女の子アナグマ
声 - 金田朋子
テレビアニメ版オリジナルキャラクター。
イワトビペンギン
声 - 吉野裕行
ペンギン戦隊ショーで悪役を演じている。
ヒグマ
声 - 田中秀幸
テレビアニメ版オリジナルキャラクター。
隣の街にある「ヒグマカフェ」のマスター。ここのカフェモカはシロクマ曰く「チョコレートシロップが少し多すぎる」らしい。
ペンギンウェイトレス
声 - 田村ゆかり
テレビアニメ版オリジナルキャラクター。
ペンギンが新しく好きになった女性のペンギン。隣の街にある「ヒグマカフェ」で働いている。
アルパカ
声 - 宮野真守
ラマの友達。アルパカウールで編み物をしている。クリスマスはラマと一緒にミサに行って過ごすらしい。
カワウソ子
声 - 内田真礼
テレビアニメ版オリジナルキャラクター。
カワウソの彼女。クリスマスにカワウソとデートへ出かける場面がある。
月子
声 - 小林ゆう
テレビアニメ版オリジナルキャラクター。
種類はツキノワグマ。グリズリーの初恋の相手。
月子母
声 - 山口享佑子
テレビアニメ版オリジナルキャラクター。
メガネザル
声 - 石田彰
テレビアニメ版オリジナルキャラクター。
動物病院の医者。
アライグマ
声 - くじら
テレビアニメ版オリジナルキャラクター。
笹子とラマが昔住んでた町の住民。
大崎まゆみ（おおさき - ）
声 - 能登麻美子
テレビアニメ版オリジナルキャラクター。
「しろくまカフェ」に取材しにきた、ハシビロコウが編集長を務める月刊フラフラウォーカーのライター。喋らない編集長の動きだけで編集長の言いたいことがわかる凄腕。
ヒロミ、リカ、ミズキ
声 - 佐藤利奈（ヒロミ） / 永田依子（リカ） / 沼倉愛美（ミズキ）
テレビアニメ版オリジナルキャラクター。
桐野さんがセッティングした合コンに参加した女性3人。パンダが何をしても可愛いと盛り上がる。ペンギンも可愛いと同じく盛り上がる。
営業マン
声 - 鈴村健一
テレビアニメ版オリジナルキャラクター。
違う町から来た人間で、外回りの休憩で偶然見つけた「しろくまカフェ」に立ち寄った。
店のマスターがシロクマだったり、客が動物だったりしていることに困惑する様子が見られた。
ロバ
パン屋を経営している。
プレーリードッグ
テレビアニメ版オリジナルキャラクター。
カフェの庭のハーブ園に暮らしている。
キツネザル
テレビアニメ版オリジナルキャラクター。
カフェの庭のモッツァレラチーズ工房で数頭が働いている。
スイギュウ
テレビアニメ版オリジナルキャラクター。
モッツァレラチーズ工房の外に数頭が居る。彼女らのミルクでモッツァレラチーズが作られている
田中さん
声 - 竹内順子
テレビアニメ版オリジナルキャラクター。
パンダママの友人。
派遣パンダ
声 - 置鮎龍太郎
テレビアニメ版オリジナルキャラクター。

## 書誌情報
ヒガアロハ 《小学館・フラワーコミックススペシャル》より発行（A5判）
1. 『しろくまカフェ』 2008年3月26日発行、ISBN 978-4-09-167030-4
2. 『しろくまカフェ いちご味!』第2巻 2009年9月10日発行、ISBN 978-4-09-167038-0
3. 『しろくまカフェ マンゴー味!』第3巻 2010年12月10日発行、ISBN 978-4-09-167046-5
4. 『しろくまカフェ メロン味!』第4巻 2012年3月9日発行、ISBN 978-4-09-167052-6
5. 『しろくまカフェ くるみ味!』第5巻 2013年7月10日発行、ISBN 978-4-09-167056-4

集英社に移籍後、上記5巻を『しろくまカフェbis （愛蔵版）」として発行。
- 『しろくまカフェbis 1』2014年8月26日発行、ISBN 978-4087828238
- 『しろくまカフェbis 2』2014年8月26日発行、ISBN 978-4087828245
- 『しろくまカフェbis 3』2014年9月25日発行、ISBN 978-4087828252
- 『しろくまカフェbis 4』2014年9月25日発行、ISBN 978-4087828269

- 『しろくまカフェ today's special 1』2015年11月25日発行、ISBN 978-4087920116
- 『しろくまカフェ today's special 2』2017年2月24日発行、ISBN 978-4087920208
- その他
  - しろくまカフェ 神経衰弱! スマートフォン向けアプリ 2012年4月13日配信[3]無料
  - 嫁コレ シロクマくん　スマートフォン向けアプリ 2013年10月15日配信[4]有料

## テレビアニメ
2012年4月5日から2013年3月28日までテレビ東京系列で放送された。また2012年11月1日の放送分ではアニメに関わるフラワーズ編集部、エイベックス、ぴえろ、紗希、そして原作者であるヒガアロハがヤマアラシファンクラブ役で声の出演をしている。最終回のエンディングでは、出演声優・スタッフの直筆がテロップの名前に使用された。

### スタッフ
- 原作 - ヒガアロハ（小学館『月刊フラワーズ』連載中）
- 監督 - 増原光幸
- シリーズ構成 - 細川徹
- 監修 - 小林常夫
- キャラクターデザイン - 髙野綾
- 美術 - 上野秀行
- 色彩設計 - 西香代子
- 撮影 - 松本敦穂
- 編集 - 森田清次
- 音響監督 - 菊田浩巳
- 音楽 - 近藤研二
- 音楽プロデューサー - 河野裕介、藤田昭彦
- プロデューサー - 白石誠、松井将司、飯泉朝一
- アニメーション制作 - studioぴえろ
- 製作 - しろくまカフェ製作委員会

### 主題歌
オープニングテーマ
「ボクにインビテーション」（第1話 - 第26話）
作詞 - 椎名慶治 / 作曲・歌 - JP
「Rough&Laugh」（第27話 - 第38話）
作詞 - 原田郁子、ミト / 作曲・編曲 - ミト / 歌 - クラムボン
「You&Me」（第39話 - 第50話）
作曲・編曲 - 紗希 / 作詞・歌 - 紗希&Rie fu
エンディングテーマ
全作詞・作曲・編曲 - 紗希
4月「Bamboo☆Scramble」（第1話 - 第5話）
歌 - パンダ（CV.福山潤）
5月「グリズリーさんのG☆ROCK」（第6話 - 第9話）
歌 - グリズリー（CV.中村悠一）
6月「みずいろ」（第10話 - 第13話）
歌 - 笹子（CV.遠藤綾）
7月「ZOOっと、ね♪」（第14話 - 第17話、第44話）
歌 - 常勤パンダ（CV.小西克幸）
8月「みちのく飼育ブルース」（第18話 - 第22話）
歌 - 半田（CV.羽多野渉）
9月「ぞっこん!ペン子さん」（第23話 - 第26話）
歌 - ペンギン（CV.神谷浩史）
10月「気ままに パンダママ」（第27話 - 第30話）
歌 - パンダママ（CV.森川智之）
11月「ラマさんのラママンボ」（第31話 - 第35話）
歌 - ラマ（CV.小野大輔）
12月「ラルゴ」（第36話 - 第38話）
歌 - ナマケモノ（CV.谷山紀章）
1月「バンブー・ランデヴー♡」（第39話 - 第42話）
歌 - メイメイ（CV.花澤香菜）
2月「PANDAHOLIC!!」（第43話、第45話、第46話）
歌 - リンリン（CV.川島得愛）
3月「My Dear」（第47話 - 第50話）
歌 - シロクマ（CV.櫻井孝宏）
挿入歌
「ヤマアラシ☆トゥナイト! 」(第31話)
歌 - Yama Arashi ［タテガミヤマアラシ（CV.宮野真守）、カナダヤマアラシ（CV.近藤孝行）、マレーヤマアラシ（CV.川島得愛）、フサオヤマアラシ（CV.藤原祐規）、オマキヤマアラシ（CV.伊藤陽佑）］

### 各話リスト
| 話数   | サブタイトル                       | 脚本              | 絵コンテ   | 演出       | 作画監督   | 放送日         |
| ------ | ---------------------------------- | ----------------- | ---------- | ---------- | ---------- | -------------- |
| 第1話  | しろくまカフェへようこそ           | 細川徹            | 増原光幸   | 増原光幸   | 夘野一郎   | 2012年 4月5日  |
| 第1話  | パンダくんの就職                   | 細川徹            | 増原光幸   | 増原光幸   | 高野綾     | 2012年 4月5日  |
| 第2話  | みんなのカフェ                     | 細川徹            | 宮崎なぎさ | 宮崎なぎさ | 山本佐和子 | 4月12日        |
| 第2話  | カフェのお花見                     | 細川徹            | 宮崎なぎさ | 宮崎なぎさ | 山本佐和子 | 4月12日        |
| 第3話  | シロクマくん動物園へ               | 細川徹            | 田中智也   | 田中智也   | 菅野芳弘   | 4月19日        |
| 第3話  | パンダくんの悩み                   | 細川徹            | 田中智也   | 田中智也   | 菅野芳弘   | 4月19日        |
| 第4話  | スマフォに夢中                     | 浅川美也          | 島崎奈々子 | 島崎奈々子 | 窪詔之     | 4月26日        |
| 第4話  | わくわくドライブレッスン           | 浅川美也          | 越田知明   | 越田知明   | 鈴木陽子   | 4月26日        |
| 第5話  | パンダくん張り切る                 | 横手美智子        | 佐山聖子   | 城所聖明   | 松崎正     | 5月3日         |
| 第5話  | みんなのパフェ                     | 横手美智子        | 佐山聖子   | 城所聖明   | 田中比呂人 | 5月3日         |
| 第6話  | パンダくんのダイエット             | 世田八智          | 園田雅裕   | 園田雅裕   | 古賀誠     | 5月10日        |
| 第6話  | 目指せ! ワイルドパンダ             | 世田八智          | 園田雅裕   | 園田雅裕   | 古賀誠     | 5月10日        |
| 第7話  | 半田さん改造計画                   | 吉田玲子          | 小坂春女   | 小坂春女   | 辻美也子   | 5月17日        |
| 第7話  | ラブラブドライブ大作戦             | 吉田玲子          | 小坂春女   | 小坂春女   | 木下裕孝   | 5月17日        |
| 第8話  | 雑誌取材がやってきた               | 横手美智子        | 佐山聖子   | 中川聡     | 遠藤裕一   | 5月24日        |
| 第8話  | サケハンター・グリズリーさん       | 横手美智子        | 佐山聖子   | 中川聡     | 村谷貴志   | 5月24日        |
| 第9話  | リンリン感激! パンダくんち!        | 浅川美也          | 岡村正弘   | 岡村正弘   | 奥野浩行   | 5月31日        |
| 第9話  | ペンギンさんの告白                 | 浅川美也          | 岡村正弘   | 岡村正弘   | 奥野浩行   | 5月31日        |
| 第10話 | 半田さんの合コン?                  | 細川徹            | 宮崎なぎさ | 宮崎なぎさ | 山本佐和子 | 6月7日         |
| 第10話 | 半田さんの合コン!                  | 細川徹            | 宮崎なぎさ | 宮崎なぎさ | 山本佐和子 | 6月7日         |
| 第11話 | ペンギンさんの失恋                 | 吉田玲子          | 島崎奈々子 | 島崎奈々子 | 鈴木陽子   | 6月14日        |
| 第11話 | パンダくんの夜遊び                 | 吉田玲子          | 越田知明   | 越田知明   | 鈴木陽子   | 6月14日        |
| 第12話 | パンダくん、ヒマに困る             | 世田八智          | 田中智也   | 田中智也   | 菅野芳弘   | 6月21日        |
| 第12話 | パンダの悩み相談室                 | 世田八智          | 猫賀大介   | 田中智也   | 竹田欣弘   | 6月21日        |
| 第13話 | 七夕飾り                           | 浦畑達彦          | 斉藤哲人   | 小坂春女   | 夘野一郎   | 6月28日        |
| 第13話 | パンダくんの願い                   | 浦畑達彦          | 斉藤哲人   | 小坂春女   | 夘野一郎   | 6月28日        |
| 第14話 | シロクマくん張り切る               | 横手美智子        | 阿部桃子   | 城所聖明   | 松崎正     | 7月5日         |
| 第14話 | 海に行こう!                        | 横手美智子        | 高本宣弘   | 城所聖明   | 一居一平   | 7月5日         |
| 第15話 | 真夏の雑草取り                     | 細川徹            | 佐藤光     | 佐藤光     | 古賀誠     | 7月12日        |
| 第15話 | ペンギンさんのロマンス             | 細川徹            | 佐藤光     | 佐藤光     | 古賀誠     | 7月12日        |
| 第16話 | グリズリーさん旅立つ               | 浅川美也          | 阿部桃子   | 中川聡     | 木下裕孝   | 7月19日        |
| 第16話 | 見知らぬお店                       | 浅川美也          | 高本宣弘   | 中川聡     | 遠藤裕一   | 7月19日        |
| 第17話 | キャンプに行こう!                  | 吉田玲子          | 松林唯人   | 松林唯人   | 福井麻記   | 7月26日        |
| 第17話 | 女子高生とリンリン                 | 細川徹            | 松林唯人   | 松林唯人   | 渡部裕子   | 7月26日        |
| 第18話 | カフェの怪談                       | 細川徹            | 佐山聖子   | 藤本次朗   | 奥野浩行   | 8月2日         |
| 第18話 | パンダくんの家出                   | 細川徹            | 佐山聖子   | 藤本次朗   | 奥野浩行   | 8月2日         |
| 第19話 | ペンギンにも色々あるよ             | 世田八智          | 宮崎なぎさ | 宮崎なぎさ | 夘野一郎   | 8月9日         |
| 第19話 | バイセンってナンダ!?               | 世田八智          | 宮崎なぎさ | 宮崎なぎさ | 山本佐和子 | 8月9日         |
| 第20話 | 憧れの一人暮らし                   | 横手美智子        | 池添隆博   | 池添隆博   | 永作友克   | 8月16日        |
| 第20話 | 夏のお祭り                         | 横手美智子        | 池添隆博   | 池添隆博   | 永作友克   | 8月16日        |
| 第21話 | パンダくんパンダじゃなくなる       | 吉田玲子          | 田中智也   | 田中智也   | 菅野芳弘   | 8月23日        |
| 第21話 | メイメイの王子様                   | 吉田玲子          | 田中智也   | 田中智也   | 竹田欣弘   | 8月23日        |
| 第22話 | 営業ペンギン                       | 細川徹            | 城所聖明   | 城所聖明   | 鈴木陽子   | 8月30日        |
| 第22話 | ペンギンさんのピクニック           | 細川徹            | 城所聖明   | 城所聖明   | 鈴木陽子   | 8月30日        |
| 第23話 | 半田さんの相談                     | 横手美智子        | 中川聡     | 中川聡     | 佐藤多恵子 | 9月6日         |
| 第23話 | パンダママの日常                   | 横手美智子        | 中川聡     | 中川聡     | 木下裕孝   | 9月6日         |
| 第24話 | パンダくんの弟子入り               | 細川徹            | 佐藤光     | 佐藤光     | 古賀誠     | 9月13日        |
| 第24話 | 動物だらけの運動会                 | 細川徹            | 高本宣弘   | 佐藤光     | 古賀誠     | 9月13日        |
| 第25話 | ペンギンさんの趣味                 | 浦畑達彦          | 島崎奈々子 | 島崎奈々子 | 松﨑正     | 9月20日        |
| 第25話 | 二人の少年時代                     | 浦畑達彦          | 越田知明   | 越田知明   | 村谷貴志   | 9月20日        |
| 第26話 | 新しいパンダ                       | 細川徹            | 高本宣弘   | 高本宣弘   | 一居一平   | 9月27日        |
| 第26話 | グリズリーバーの同窓会             | 細川徹            | 高本宣弘   | 高本宣弘   | 一居一平   | 9月27日        |
| 第27話 | アニマル草野球・前編／後編         | 世田八智          | 佐山聖子   | 田中智也   | 菅野芳弘   | 10月4日        |
| 第27話 | ジャクーコーヒーってナンダ!?       | 世田八智          | 佐山聖子   | 田中智也   | 竹田欣弘   | 10月4日        |
| 第28話 | パンダくんのおわび                 | 細川徹            | 阿部桃子   | 藤本次朗   | 奥野浩行   | 10月11日       |
| 第28話 | リンリン、招かれる                 | 細川徹            | 阿部桃子   | 藤本次朗   | 奥野浩行   | 10月11日       |
| 第29話 | パンダくんの新しいバイト           | 浅川美也          | 宮﨑なぎさ | 宮﨑なぎさ | 山本佐和子 | 10月18日       |
| 第29話 | 空飛ぶペンギンさん                 | 吉田玲子          | 宮﨑なぎさ | 宮﨑なぎさ | 山本佐和子 | 10月18日       |
| 第30話 | ハロウィーン                       | 横手美智子        | 阿部桃子   | 中川聡     | 夘野一郎   | 10月25日       |
| 第30話 | ラマデー                           | 横手美智子        | 中川聡     | 中川聡     | 木下裕孝   | 10月25日       |
| 第31話 | ペンギンさんの修羅場               | 浅川美也          | 松林唯人   | 上坪亮樹   | 北野幸広   | 11月1日        |
| 第31話 | アイドル・ヤマアラシ               | 吉田玲子          | 松林唯人   | 上坪亮樹   | 古賀誠     | 11月1日        |
| 第32話 | カフェの庭                         | 細川徹            | 佐山聖子   | 佐山聖子   | 鈴木陽子   | 11月8日        |
| 第32話 | 営業ペンギンの営業                 | 細川徹            | 佐山聖子   | 佐山聖子   | 辻美也子   | 11月8日        |
| 第33話 | パンダコーナーのコンテスト         | 世田八智          | 田中智也   | 田中智也   | 竹田欣弘   | 11月15日       |
| 第33話 | 焙煎士マサキ／パンダコーナーの企画 | 世田八智          | 田中智也   | 田中智也   | 竹田欣弘   | 11月15日       |
| 第34話 | オオカミくんの転職                 | 細川徹            | 池添隆博   | 池添隆博   | 渡邊淳一   | 11月22日       |
| 第34話 | ペンギンさんの新しい恋             | 細川徹            | 池添隆博   | 池添隆博   | 渡邊淳一   | 11月22日       |
| 第35話 | 働きたいナマケモノくん             | 吉田玲子          | 島崎奈々子 | 島崎奈々子 | 松崎正     | 11月29日       |
| 第35話 | 半田さんのプレゼント               | 吉田玲子          | 越田知明   | 越田知明   | 辻美也子   | 11月29日       |
| 第36話 | グリズリーくんの冬眠準備           | 細川徹            | 佐山聖子   | 藤本次朗   | 奥野浩行   | 12月6日        |
| 第36話 | グリズリーくんの冬眠               | 細川徹            | 佐山聖子   | 藤本次朗   | 奥野浩行   | 12月6日        |
| 第37話 | クリスマス計画                     | 横手美智子        | 宮崎なぎさ | 宮崎なぎさ | 山本佐和子 | 12月13日       |
| 第37話 | クリスマス騒動                     | 横手美智子        | 宮崎なぎさ | 宮崎なぎさ | 山本佐和子 | 12月13日       |
| 第38話 | カフェの大掃除                     | 世田八智          | 林明偉     | 林明偉     | 竹田欣弘   | 12月20日       |
| 第38話 | 誰が為に鐘は鳴る?                  | 世田八智          | 増原光幸   | 林明偉     | 竹田欣弘   | 12月20日       |
| 第39話 | 動物達のかくし芸大会               | 細川徹            | 高本宣弘   | 佐藤光     | 北野幸広   | 2013年 1月10日 |
| 第39話 | 新年のお客さん                     | 細川徹            | 佐藤光     | 佐藤光     | 北野幸広   | 2013年 1月10日 |
| 第40話 | ハンモックの海                     | 浦畑達彦          | 高本宣弘   | 高本宣弘   | 一居一平   | 1月17日        |
| 第40話 | パンダママのガーデニング           | 浦畑達彦          | 高本宣弘   | 高本宣弘   | 村谷貴志   | 1月17日        |
| 第41話 | みんなで豆まき                     | 吉田玲子          | 高本宣弘   | 中川聡     | 鈴木陽子   | 1月24日        |
| 第41話 | 午後のカフェ                       | 吉田玲子          | 城所聖明   | 中川聡     | 鈴木陽子   | 1月24日        |
| 第42話 | シロクマくんの不眠症               | 横手美智子        | 島崎奈々子 | 島崎奈々子 | 木下裕孝   | 1月31日        |
| 第42話 | グリズリーさんの初恋               | 横手美智子        | 越田知明   | 越田知明   | 夘野一郎   | 1月31日        |
| 第43話 | ダジャレカフェ                     | 細川徹 横手美智子 | 城所聖明   | 藤本次朗   | 奥野浩行   | 2月7日         |
| 第43話 | コーヒーのおいしさの秘密           | 細川徹 横手美智子 | 佐山聖子   | 藤本次朗   | 奥野浩行   | 2月7日         |
| 第43話 | 常勤さんとラマさんとリンリン       | 細川徹 横手美智子 | 金森陽子   | 藤本次朗   | 奥野浩行   | 2月7日         |
| 第44話 | いつもの動物園                     | 細川徹            | 増原光幸   | 城所聖明   | 村谷貴志   | 2月14日        |
| 第44話 | 雨の動物園                         | 細川徹            | 増原光幸   | 城所聖明   | 一居一平   | 2月14日        |
| 第45話 | メイメイとリンリンのドキドキ大作戦 | 浅川美也          | 佐山聖子   | 佐山聖子   | 辻美也子   | 2月21日        |
| 第45話 | ワカサギ釣り                       | 浅川美也          | 佐山聖子   | 佐山聖子   | 松崎正     | 2月21日        |
| 第46話 | ひなまつり                         | 浦畑達彦          | 高本宣弘   | 林明偉     | 小山知洋   | 2月28日        |
| 第46話 | 動物のお医者さん                   | 浦畑達彦          | 林明偉     | 林明偉     | 竹田欣弘   | 2月28日        |
| 第47話 | 南極戦隊ペンギンジャー             | 世田八智          | 池添隆博   | 池添隆博   | 渡邊淳一   | 3月7日         |
| 第47話 | まだまだ焙煎ってナンダ!?           | 世田八智          | 池添隆博   | 池添隆博   | 渡邊淳一   | 3月7日         |
| 第48話 | ナマケモノくんの旅行               | 細川徹            | 宮崎なぎさ | 宮崎なぎさ | 楠本祐子   | 3月14日        |
| 第48話 | 人形になった／ホワイトデー         | 細川徹            | 宮崎なぎさ | 宮崎なぎさ | 鈴木陽子   | 3月14日        |
| 第49話 | グリズリーさんの再会               | 世田八智          | 佐藤光     | 中川聡     | 古賀誠     | 3月21日        |
| 第49話 | ラマさんのタイムカプセル           | 世田八智          | 中川聡     | 中川聡     | 増永麗     | 3月21日        |
| 第50話 | ペンギンさんの秘密                 | 細川徹            | 城所聖明   | 城所聖明   | 夘野一郎   | 3月28日        |
| 第50話 | 春のお花見                         | 細川徹            | 増原光幸   | 増原光幸   | 高野綾     | 3月28日        |

### 放送局
| 放送地域                    | 放送局               | 放送期間                                              | 放送日時                              | 放送系列       | 備考 |
| --------------------------- | -------------------- | ----------------------------------------------------- | ------------------------------------- | -------------- | --- |
| 関東広域圏                  | テレビ東京           | 2012年4月5日 - 2013年3月28日                          | 木曜 17:30 - 18:00                    | テレビ東京系列 | 字幕放送                                                                                                |
| 北海道                      | テレビ北海道         | 2012年4月5日 - 2013年3月28日                          | 木曜 17:30 - 18:00                    | テレビ東京系列 | 字幕放送                                                                                                |
| 愛知県                      | テレビ愛知           | 2012年4月5日 - 2013年3月28日                          | 木曜 17:30 - 18:00                    | テレビ東京系列 | 字幕放送                                                                                                |
| 大阪府                      | テレビ大阪           | 2012年4月5日 - 2013年3月28日                          | 木曜 17:30 - 18:00                    | テレビ東京系列 | 字幕放送                                                                                                |
| 岡山県・香川県              | テレビせとうち       | 2012年4月5日 - 2013年3月28日                          | 木曜 17:30 - 18:00                    | テレビ東京系列 | 字幕放送                                                                                                |
| 福岡県                      | TVQ九州放送          | 2012年4月5日 - 2013年3月28日                          | 木曜 17:30 - 18:00                    | テレビ東京系列 | 字幕放送                                                                                                |
| 日本全域                    | GYAO!                | 2012年4月11日 - 2013年4月3日                          | 水曜 12:00 更新                       | ネット配信     | 最新話1週間無料                                                                                         |
| 日本全域                    | AT-X                 | 2012年6月11日 - 9月24日 2012年10月1日 - 2013年5月20日 | 月曜 10:30 - 11:00 月曜 22:30 - 23:00 | CS放送         | リピート放送あり                                                                                        |
| 和歌山県                    | テレビ和歌山         | 2012年10月15日 - 2013年11月4日                        | 月曜 19:00 - 19:30                    | 独立局         | |
| 奈良県                      | 奈良テレビ           | 2013年7月7日 - 2014年6月29日                          | 日曜 10:00 - 10:30                    | 独立局         | |
| ヨーロッパ、中東 北アフリカ | Japan Satellite TV   |                                                       | 金曜 17:00 - 17:30                    | 衛星放送       | |
| 日本全域                    | BSジャパン →BSテレ東 | 2018年4月6日 - 2019年3月21日                          | 金曜 0:30 - 1:00（木曜深夜）          | BS放送         | 2018年9月27日放送分まではBSジャパン、同年10月4日放送分以降はBSテレ東 第34話（11月29日）から字幕放送開始 |